# Émilius Goulet
Émilius Goulet (né le 15 mai 1933 à Saint-Isidore de Dorchester au Québec) est un prélat canadien de l'Église catholique. Il fut archevêque de l'archidiocèse de Saint-Boniface au Manitoba de 2001 à 2009. Il est membre de la compagnie des prêtres de Saint-Sulpice.

## Biographie
Émilus Goulet est né le 15 mai 1933 à Saint-Isidore de Dorchester au Québec. Il étudia la théologie au Grand Séminaire de Saint-Boniface au Manitoba. Il fut ordonné prêtre le 24 juin 1958 pour l'archidiocèse de Saint-Boniface. En 1960, il fut incardiné au sein de la compagnie des prêtres de Saint-Sulpice. Il fut professeur dans plusieurs séminaires : Saint-Boniface (1963 à 1967), Guatemala (1968 à 1969), Colombie (1970 à 1977) et Montréal (1978 à 1984). Il fut notamment recteur du séminaire majeur de Manizales en Colombie de 1971 à 1977 et le provincial des Sulpiciens de Montréal de 1982 à 1994. Il servit cinq ans en tant que secrétaire-général francophone de la Conférence des évêques catholiques du Canada. Il fut également recteur au Collège pontifical canadien de Rome. Il fut nommé archevêque de l'archidiocèse de Saint-Boniface le 23 juin 2001 par le pape Jean-Paul II et il fut consacré évêque le 16 septembre 2001 par le cardinal Jean-Claude Turcotte en la cathédrale Saint-Boniface. Il prit sa retraite le 3 juillet 2009.